# Breń (Petite-Pologne)
Pour les articles homonymes, voir Breń.
Breń (prononciation : [brɛɲ]) est une localité polonaise de la gmina de Lisia Góra, située dans le powiat de Tarnów en voïvodie de Petite-Pologne.